# Dobro došli u Eden (televizijska serija)
Dobro došli u Eden (špa Bienvenidos a Edén) španjolska je televizijska serija koju su za Netflix stvorili Joaquín Górriz i Guillermo López Sánchez. Premijerno je prikazana 6. svibnja 2022.
U veljači 2022., tri mjeseca prije premijere, Netflix je obnovio seriju za drugu sezonu, koja se prikazala 21. travnja 2023. Dana 7. srpnja 2023., serija je otkazana.

## Radnja
Zoa i još četiri osobe, uz odličnu aktivnost na društvenim mrežama, dobivaju poziv da prisustvuju zabavi na tajnom otoku koju organizira brend pića. Oni koji prihvate poziv započinju uzbudljivu avanturu, shvaćajući da će im to promijeniti život. Iako će, malo po malo, otkriti i da nije sve onako kao što se čini.

## Pregled serije
| Sezona | Sezona | Epizode | Epizode | Originalno emitiranje | Originalno emitiranje |
| Sezona | Sezona | Epizode | Epizode | Premijera             | Finale                |
| ------ | ------ | ------- | ------- | --------------------- | --------------------- |
|        | 1.     | 8       | 8       | 6. svibnja 2022.      | 6. svibnja 2022.      |
|        | 2.     | 8       | 8       | 21. travnja 2023.     | 21. travnja 2023.     |

## Glumačka postava
- Amaia Aberkaoturi kao Zoa, djevojka koja se upušta u avanturu odlaskom na zabavu.
- Berta Ckaotañé kao Gaby, Zoina sestra, koja ju neprestano traži.
- Albert Baró kao Aldo, jedan od dečkiju koji ide na zabavu Zaklade i sumnjičav je prema Astridinim namjerama.
- Lola Rodríguez kao Maika, djevojka ovisna o tehnologiji i vrlo odana Astrid.
- Guillermo Pfening kao Erik, Astridin suprug i osnivač Zaklade Eden.
- Begoña Vargkao kao Bel, čvrsta i zagonetna djevojka koja živi u Edenu.
- Sergio Momo kao Nico, smiješan tip koji ulazi u Zakladu.
- Ana Mena kao Judith, Zoina najbolja prijateljica, s kojom ide na zabavu Zaklade.
- Berta Vázquez kao Claudia, žena koja je jako dugo u Edenu i koja se povezuje sa Zoom.
- Dariam Coco kao Eva, djevojka koja živi u Edenu, pomalo čudna i pažljiva.
- Belinda kao África, djevojka koja ide na zabavu Zaklade, vrlo popularna influencerica.
- Irene Dev kao Alma, djevojka koja sebe prepoznaje u idealima Zaklade
- Tomy Aguilera kao Charly, jedan od dečkiju koji ide na zabavu Zaklade zaboraviti prošle traume.
- Alex Pkaotrana kao Ulises, hladan i nemilosrdan tip koji će učiniti sve da dobije ono što želi.
- Diego Garisa kao Ibón, Jedan od dečkiju koji ide na zabavu Zaklade da pronađe samoga sebe.
- Jason Fernández kao David, tip koji ide na zabavu na otok i spetlja se sa Zoom na zabavi.
- Joan Pedrola kao Orson, radnik Edena vrlo odan Zakladi.
- Carlos Soroa kao Eloy, gluhonijemi član Zaklade, prijatelj Bele.
- Ana Wagener kao Brisa, privatni istražitelj koju je unajmio Ibónov otac i koja stupa u kontakt s Gaby.
- Claudia Trujillo kao Brenda, djevojka koja čuva ideale Zaklade kako bi se poštovala pravila otoka.
- Blanca Romero kao Roberta, Zoina i Gabyna majka.
- César Mateo kao Lucas, član Zaklade koji se bavi prijevozom početnika na otoku.
- Lucía Guerrero kao Danae, djevojka iz Zaklade koja radi na otoku s Lucasom.
- Martí Atance kao Fran, član Zaklade koji se ne slaže s pravilima otoka.
- Jonathan Alonso kao Saúl, član Zaklade, liječnik i odgovoran za zdravlje ostalih članova.
- Max Sampietro kao Isaac, dječak koji živi na otoku i ima aferu s Astrid i Erikom.
- Anna Alarcón kao Nuria, žena koja se brine o Isaacu.
- Óscar Foronda kao Ernesto
- Josean Bengoetxea kao Pete

## Produkcija
Seriju producira Brutal Media studio.
Glavna postava serije potvrđena je u veljači 2022. godine, a čine ju Amaia Salamanca, Amaia Aberasturi, Belinda, Lola Rodríguez, Sergio Momo, Begoña Vargas, Ana Mena i Berta Vázquez.
tri mjeseca prije premijere, Netflix je obnovio seriju za drugu sezonu. Dana 7. srpnja 2023., serija je otkazana.

### Snimanje
Snimanje serije započelo je 22. veljače 2021. godine i provodilo se na nekoliko španjolskih lokacija kao što su Barcelona, Alicante i Lanzarote. U travnju iste godine snimanje se preselilo u San Sebastián. Krajem svibnja iste godine redatelj Daniel Benmayor objavio je kraj snimanja serije

### Emitiranje
U veljači 2022. objavljeno je da će serija biti premijerno prikazana u travnju iste godine, kao i da će otkriti prve slike epizoda. Serija je odgođena kako bi se napravilo mjesta za Heirs to the Land (Los herederos de la tierra) i petu sezonu Élitea, dok je krajem ožujka 2022. objavljeno da će serija konačno stići na Netflixovu platformu 6. svibnja 2022.

## Vanjske poveznice
- Službena stranica
- Welcome to Eden u internetskoj bazi filmova IMDb-a